# Lista di asteroidi (589001-590000)
Di seguito una lista di asteroidi dal numero 589001 al 590000 con data di scoperta e scopritore.

## 589001-589100
| Nome     | Designazione provvisoria | Data di scoperta  | Scopritore                     |
| -------- | ------------------------ | ----------------- | ------------------------------ |
| 589001 - | 2009 AB55                | 1 gennaio 2009    | Spacewatch                     |
| 589002 - | 2009 AU57                | 18 gennaio 2013   | Mount Lemmon Survey            |
| 589003 - | 2009 AV59                | 3 gennaio 2009    | Spacewatch                     |
| 589004 - | 2009 AG63                | 1 gennaio 2009    | Spacewatch                     |
| 589005 - | 2009 AZ63                | 1 gennaio 2009    | Spacewatch                     |
| 589006 - | 2009 BD19                | 7 gennaio 2009    | Spacewatch                     |
| 589007 - | 2009 BX19                | 2 gennaio 2009    | Mount Lemmon Survey            |
| 589008 - | 2009 BQ21                | 16 gennaio 2009   | Mount Lemmon Survey            |
| 589009 - | 2009 BX32                | 16 gennaio 2009   | Spacewatch                     |
| 589010 - | 2009 BY34                | 16 gennaio 2009   | Spacewatch                     |
| 589011 - | 2009 BQ35                | 1 gennaio 2009    | Mount Lemmon Survey            |
| 589012 - | 2009 BH41                | 16 gennaio 2009   | Spacewatch                     |
| 589013 - | 2009 BY50                | 16 gennaio 2009   | Mount Lemmon Survey            |
| 589014 - | 2009 BC53                | 24 novembre 2008  | Mount Lemmon Survey            |
| 589015 - | 2009 BJ70                | 21 novembre 2008  | Mount Lemmon Survey            |
| 589016 - | 2009 BR72                | 17 gennaio 2009   | Spacewatch                     |
| 589017 - | 2009 BF75                | 12 marzo 2005     | Spacewatch                     |
| 589018 - | 2009 BW79                | 31 gennaio 2009   | Spacewatch                     |
| 589019 - | 2009 BH90                | 3 gennaio 2009    | Mount Lemmon Survey            |
| 589020 - | 2009 BQ91                | 15 gennaio 2009   | Spacewatch                     |
| 589021 - | 2009 BC102               | 15 novembre 2007  | Mount Lemmon Survey            |
| 589022 - | 2009 BJ104               | 25 gennaio 2009   | Spacewatch                     |
| 589023 - | 2009 BX111               | 29 gennaio 2009   | Spacewatch                     |
| 589024 - | 2009 BU115               | 12 settembre 2007 | Mount Lemmon Survey            |
| 589025 - | 2009 BQ116               | 31 ottobre 2007   | Mount Lemmon Survey            |
| 589026 - | 2009 BR135               | 29 gennaio 2009   | Spacewatch                     |
| 589027 - | 2009 BG136               | 29 gennaio 2009   | Spacewatch                     |
| 589028 - | 2009 BE148               | 30 gennaio 2009   | Mount Lemmon Survey            |
| 589029 - | 2009 BR151               | 11 novembre 2004  | Spacewatch                     |
| 589030 - | 2009 BC158               | 31 gennaio 2009   | Spacewatch                     |
| 589031 - | 2009 BN160               | 12 ottobre 2007   | Mount Lemmon Survey            |
| 589032 - | 2009 BE163               | 31 gennaio 2009   | Spacewatch                     |
| 589033 - | 2009 BW163               | 8 ottobre 2007    | Mount Lemmon Survey            |
| 589034 - | 2009 BN164               | 31 gennaio 2009   | Spacewatch                     |
| 589035 - | 2009 BA165               | 31 gennaio 2009   | Spacewatch                     |
| 589036 - | 2009 BT170               | 16 gennaio 2009   | Mount Lemmon Survey            |
| 589037 - | 2009 BD174               | 25 gennaio 2009   | Spacewatch                     |
| 589038 - | 2009 BG178               | 17 gennaio 2009   | Spacewatch                     |
| 589039 - | 2009 BG193               | 30 gennaio 2009   | Mount Lemmon Survey            |
| 589040 - | 2009 BO193               | 29 gennaio 2009   | Mount Lemmon Survey            |
| 589041 - | 2009 BA194               | 7 novembre 2012   | Mount Lemmon Survey            |
| 589042 - | 2009 BE194               | 9 febbraio 2014   | Mount Lemmon Survey            |
| 589043 - | 2009 BA196               | 11 novembre 2012  | Schwartz, M., Holvorcem, P. R. |
| 589044 - | 2009 BB199               | 31 gennaio 2009   | Mount Lemmon Survey            |
| 589045 - | 2009 BD201               | 25 gennaio 2009   | Spacewatch                     |
| 589046 - | 2009 BJ203               | 28 agosto 2014    | Pan-STARRS 1                   |
| 589047 - | 2009 BO203               | 18 gennaio 2009   | Mount Lemmon Survey            |
| 589048 - | 2009 BA207               | 31 gennaio 2009   | Spacewatch                     |
| 589049 - | 2009 BN207               | 31 gennaio 2009   | Mount Lemmon Survey            |
| 589050 - | 2009 BU208               | 29 gennaio 2009   | Mount Lemmon Survey            |
| 589051 - | 2009 BB209               | 31 gennaio 2009   | Mount Lemmon Survey            |
| 589052 - | 2009 BF209               | 20 gennaio 2009   | Spacewatch                     |
| 589053 - | 2009 BW210               | 20 gennaio 2009   | Spacewatch                     |
| 589054 - | 2009 CA10                | 1 febbraio 2009   | Mount Lemmon Survey            |
| 589055 - | 2009 CF10                | 1 febbraio 2009   | Mount Lemmon Survey            |
| 589056 - | 2009 CV10                | 1 febbraio 2009   | Mount Lemmon Survey            |
| 589057 - | 2009 CA16                | 25 gennaio 2009   | Spacewatch                     |
| 589058 - | 2009 CG21                | 10 agosto 2007    | Spacewatch                     |
| 589059 - | 2009 CM25                | 22 dicembre 2008  | Mount Lemmon Survey            |
| 589060 - | 2009 CB33                | 1 febbraio 2009   | Spacewatch                     |
| 589061 - | 2009 CW36                | 3 febbraio 2009   | Spacewatch                     |
| 589062 - | 2009 CP37                | 4 febbraio 2009   | Mount Lemmon Survey            |
| 589063 - | 2009 CV37                | 6 novembre 2008   | Mount Lemmon Survey            |
| 589064 - | 2009 CH40                | 13 febbraio 2009  | Spacewatch                     |
| 589065 - | 2009 CZ41                | 15 gennaio 2009   | Spacewatch                     |
| 589066 - | 2009 CE43                | 14 febbraio 2009  | Spacewatch                     |
| 589067 - | 2009 CK58                | 3 febbraio 2009   | Spacewatch                     |
| 589068 - | 2009 CY64                | 14 febbraio 2009  | Spacewatch                     |
| 589069 - | 2009 CU67                | 11 aprile 2010    | Mount Lemmon Survey            |
| 589070 - | 2009 CB68                | 4 novembre 2007   | Spacewatch                     |
| 589071 - | 2009 CC72                | 5 febbraio 2009   | Spacewatch                     |
| 589072 - | 2009 CQ74                | 4 febbraio 2009   | Spacewatch                     |
| 589073 - | 2009 CL76                | 14 febbraio 2009  | Spacewatch                     |
| 589074 - | 2009 DH                  | 21 aprile 2006    | Spacewatch                     |
| 589075 - | 2009 DS4                 | 23 agosto 2007    | Spacewatch                     |
| 589076 - | 2009 DA10                | 20 febbraio 2009  | Hormuth, F.                    |
| 589077 - | 2009 DH13                | 16 febbraio 2009  | Spacewatch                     |
| 589078 - | 2009 DU13                | 16 febbraio 2009  | Spacewatch                     |
| 589079 - | 2009 DE19                | 4 febbraio 2009   | Mount Lemmon Survey            |
| 589080 - | 2009 DT21                | 10 settembre 2007 | Spacewatch                     |
| 589081 - | 2009 DD25                | 21 febbraio 2009  | Mount Lemmon Survey            |
| 589082 - | 2009 DE25                | 16 novembre 2003  | Spacewatch                     |
| 589083 - | 2009 DW48                | 1 gennaio 2009    | Mount Lemmon Survey            |
| 589084 - | 2009 DQ51                | 1 febbraio 2009   | Spacewatch                     |
| 589085 - | 2009 DZ61                | 22 febbraio 2009  | Spacewatch                     |
| 589086 - | 2009 DU66                | 9 ottobre 2007    | Mount Lemmon Survey            |
| 589087 - | 2009 DF67                | 24 febbraio 2009  | Hormuth, F.                    |
| 589088 - | 2009 DM67                | 3 febbraio 2009   | Spacewatch                     |
| 589089 - | 2009 DE69                | 1 gennaio 2009    | Spacewatch                     |
| 589090 - | 2009 DM69                | 31 gennaio 2009   | Spacewatch                     |
| 589091 - | 2009 DX89                | 29 gennaio 2009   | Spacewatch                     |
| 589092 - | 2009 DG91                | 27 febbraio 2009  | Mount Lemmon Survey            |
| 589093 - | 2009 DX92                | 28 febbraio 2009  | Mount Lemmon Survey            |
| 589094 - | 2009 DM93                | 28 febbraio 2009  | Mount Lemmon Survey            |
| 589095 - | 2009 DQ99                | 26 febbraio 2009  | Spacewatch                     |
| 589096 - | 2009 DC103               | 26 febbraio 2009  | Spacewatch                     |
| 589097 - | 2009 DX112               | 1 febbraio 2009   | Spacewatch                     |
| 589098 - | 2009 DH120               | 19 febbraio 2009  | Spacewatch                     |
| 589099 - | 2009 DB123               | 28 febbraio 2009  | Spacewatch                     |
| 589100 - | 2009 DE138               | 20 febbraio 2009  | Spacewatch                     |

## 589101-589200
| Nome     | Designazione provvisoria | Data di scoperta  | Scopritore             |
| -------- | ------------------------ | ----------------- | ---------------------- |
| 589101 - | 2009 DR142               | 21 febbraio 2009  | CSS                    |
| 589102 - | 2009 DM147               | 27 febbraio 2009  | CSS                    |
| 589103 - | 2009 DW148               | 26 febbraio 2009  | Hormuth, F.            |
| 589104 - | 2009 DB149               | 28 gennaio 2009   | Spacewatch             |
| 589105 - | 2009 DL149               | 23 dicembre 2012  | Pan-STARRS 1           |
| 589106 - | 2009 DP149               | 3 novembre 2011   | Spacewatch             |
| 589107 - | 2009 DT150               | 20 febbraio 2009  | Spacewatch             |
| 589108 - | 2009 DR154               | 28 febbraio 2009  | Spacewatch             |
| 589109 - | 2009 DK155               | 21 febbraio 2009  | Spacewatch             |
| 589110 - | 2009 DO155               | 28 febbraio 2009  | Spacewatch             |
| 589111 - | 2009 DW155               | 22 febbraio 2009  | Mount Lemmon Survey    |
| 589112 - | 2009 DC156               | 5 novembre 2007   | Spacewatch             |
| 589113 - | 2009 ED5                 | 22 dicembre 2008  | Mount Lemmon Survey    |
| 589114 - | 2009 EU8                 | 2 marzo 2009      | Spacewatch             |
| 589115 - | 2009 ES12                | 1 febbraio 2009   | CSS                    |
| 589116 - | 2009 EE14                | 15 marzo 2009     | Mount Lemmon Survey    |
| 589117 - | 2009 ES25                | 4 dicembre 2007   | Spacewatch             |
| 589118 - | 2009 EW28                | 15 marzo 2009     | Spacewatch             |
| 589119 - | 2009 EL30                | 3 marzo 2009      | Mount Lemmon Survey    |
| 589120 - | 2009 EP32                | 2 marzo 2009      | Mount Lemmon Survey    |
| 589121 - | 2009 EB34                | 2 marzo 2009      | Spacewatch             |
| 589122 - | 2009 EE38                | 20 settembre 2011 | Mount Lemmon Survey    |
| 589123 - | 2009 EU38                | 2 marzo 2009      | Spacewatch             |
| 589124 - | 2009 EO39                | 8 marzo 2009      | Mount Lemmon Survey    |
| 589125 - | 2009 EW41                | 3 marzo 2009      | Mount Lemmon Survey    |
| 589126 - | 2009 FS10                | 18 marzo 2009     | Mount Lemmon Survey    |
| 589127 - | 2009 FX38                | 14 febbraio 2009  | Mount Lemmon Survey    |
| 589128 - | 2009 FP48                | 1 marzo 2009      | Mount Lemmon Survey    |
| 589129 - | 2009 FU49                | 19 febbraio 2009  | Spacewatch             |
| 589130 - | 2009 FC51                | 28 marzo 2009     | Spacewatch             |
| 589131 - | 2009 FK52                | 28 marzo 2009     | Mount Lemmon Survey    |
| 589132 - | 2009 FN68                | 26 marzo 2009     | Mount Lemmon Survey    |
| 589133 - | 2009 FU73                | 28 marzo 2009     | Spacewatch             |
| 589134 - | 2009 FT81                | 24 marzo 2009     | Mount Lemmon Survey    |
| 589135 - | 2009 FC82                | 28 febbraio 2014  | Pan-STARRS 1           |
| 589136 - | 2009 FW82                | 12 novembre 2012  | Mount Lemmon Survey    |
| 589137 - | 2009 FS83                | 19 febbraio 2009  | Spacewatch             |
| 589138 - | 2009 FS84                | 24 febbraio 2009  | Spacewatch             |
| 589139 - | 2009 FT86                | 18 settembre 2011 | Mount Lemmon Survey    |
| 589140 - | 2009 FE88                | 19 febbraio 2009  | Mount Lemmon Survey    |
| 589141 - | 2009 FH88                | 22 marzo 2009     | Mount Lemmon Survey    |
| 589142 - | 2009 FC90                | 30 settembre 2003 | Spacewatch             |
| 589143 - | 2009 FL91                | 16 marzo 2009     | Mount Lemmon Survey    |
| 589144 - | 2009 FU91                | 22 marzo 2009     | Mount Lemmon Survey    |
| 589145 - | 2009 FL94                | 19 marzo 2009     | Spacewatch             |
| 589146 - | 2009 GR6                 | 13 settembre 2007 | Spacewatch             |
| 589147 - | 2009 GW7                 | 1 febbraio 2016   | Pan-STARRS 1           |
| 589148 - | 2009 HZ9                 | 26 marzo 2009     | Spacewatch             |
| 589149 - | 2009 HB14                | 17 aprile 2009    | Spacewatch             |
| 589150 - | 2009 HE16                | 24 agosto 2003    | Cerro Tololo           |
| 589151 - | 2009 HB19                | 19 aprile 2009    | Mount Lemmon Survey    |
| 589152 - | 2009 HR23                | 9 agosto 2005     | Cerro Tololo           |
| 589153 - | 2009 HW23                | 29 marzo 2004     | Spacewatch             |
| 589154 - | 2009 HO29                | 2 aprile 2009     | Mount Lemmon Survey    |
| 589155 - | 2009 HE31                | 7 marzo 2009      | Mount Lemmon Survey    |
| 589156 - | 2009 HL31                | 19 aprile 2009    | Spacewatch             |
| 589157 - | 2009 HA34                | 28 marzo 2009     | Spacewatch             |
| 589158 - | 2009 HG39                | 18 aprile 2009    | Spacewatch             |
| 589159 - | 2009 HL39                | 1 marzo 2005      | Spacewatch             |
| 589160 - | 2009 HD40                | 2 aprile 2009     | Mount Lemmon Survey    |
| 589161 - | 2009 HE42                | 20 aprile 2009    | Spacewatch             |
| 589162 - | 2009 HY43                | 28 ottobre 2006   | Mount Lemmon Survey    |
| 589163 - | 2009 HD54                | 20 aprile 2009    | Mount Lemmon Survey    |
| 589164 - | 2009 HT66                | 4 marzo 2005      | Spacewatch             |
| 589165 - | 2009 HF72                | 26 aprile 2009    | Mount Lemmon Survey    |
| 589166 - | 2009 HF80                | 18 marzo 2009     | Spacewatch             |
| 589167 - | 2009 HH95                | 30 aprile 2009    | Cerro Burek            |
| 589168 - | 2009 HJ101               | 27 aprile 2009    | Mount Lemmon Survey    |
| 589169 - | 2009 HB109               | 20 aprile 2009    | Mount Lemmon Survey    |
| 589170 - | 2009 HP111               | 28 aprile 2009    | Mount Lemmon Survey    |
| 589171 - | 2009 HJ112               | 29 aprile 2009    | Mount Lemmon Survey    |
| 589172 - | 2009 HE113               | 30 aprile 2009    | Spacewatch             |
| 589173 - | 2009 HJ115               | 20 aprile 2009    | Mount Lemmon Survey    |
| 589174 - | 2009 HX115               | 22 aprile 2009    | Mount Lemmon Survey    |
| 589175 - | 2009 HN118               | 7 aprile 2013     | Ory, M.                |
| 589176 - | 2009 HK119               | 22 aprile 2009    | Mount Lemmon Survey    |
| 589177 - | 2009 HL120               | 8 gennaio 2013    | Ory, M.                |
| 589178 - | 2009 HQ121               | 17 aprile 2009    | Spacewatch             |
| 589179 - | 2009 HX121               | 29 aprile 2009    | Mount Lemmon Survey    |
| 589180 - | 2009 HW122               | 19 aprile 2009    | Mount Lemmon Survey    |
| 589181 - | 2009 HR124               | 23 aprile 2009    | Spacewatch             |
| 589182 - | 2009 HD126               | 27 aprile 2009    | Spacewatch             |
| 589183 - | 2009 JJ18                | 15 maggio 2009    | Spacewatch             |
| 589184 - | 2009 JX21                | 15 maggio 2009    | Spacewatch             |
| 589185 - | 2009 KN1                 | 20 aprile 2009    | Spacewatch             |
| 589186 - | 2009 KW5                 | 24 marzo 2009     | Mount Lemmon Survey    |
| 589187 - | 2009 KV18                | 7 febbraio 2008   | Spacewatch             |
| 589188 - | 2009 KZ18                | 11 marzo 2005     | Mount Lemmon Survey    |
| 589189 - | 2009 KA19                | 27 aprile 2009    | Mount Lemmon Survey    |
| 589190 - | 2009 KX20                | 29 maggio 2009    | Mount Lemmon Survey    |
| 589191 - | 2009 KS26                | 4 maggio 2009     | Mount Lemmon Survey    |
| 589192 - | 2009 KU38                | 6 aprile 2014     | Mount Lemmon Survey    |
| 589193 - | 2009 KX38                | 16 novembre 1995  | Spacewatch             |
| 589194 - | 2009 KK39                | 25 maggio 2009    | Spacewatch             |
| 589195 - | 2009 KU39                | 13 gennaio 2016   | Pan-STARRS 1           |
| 589196 - | 2009 LD3                 | 19 aprile 2009    | Spacewatch             |
| 589197 - | 2009 LQ3                 | 2 maggio 2009     | Mount Lemmon Survey    |
| 589198 - | 2009 LZ3                 | 12 giugno 2009    | Spacewatch             |
| 589199 - | 2009 LB8                 | 14 luglio 2013    | Pan-STARRS 1           |
| 589200 - | 2009 ML                  | 16 giugno 2009    | PMO NEO Survey Program |

## 589201-589300
| Nome     | Designazione provvisoria | Data di scoperta  | Scopritore                        |
| -------- | ------------------------ | ----------------- | --------------------------------- |
| 589201 - | 2009 MX1                 | 14 aprile 2005    | CSS                               |
| 589202 - | 2009 MR5                 | 21 giugno 2009    | Mount Lemmon Survey               |
| 589203 - | 2009 MT5                 | 21 giugno 2009    | Mount Lemmon Survey               |
| 589204 - | 2009 MK10                | 21 settembre 2009 | CSS                               |
| 589205 - | 2009 MZ10                | 22 giugno 2009    | Spacewatch                        |
| 589206 - | 2009 MT11                | 17 giugno 2009    | Mount Lemmon Survey               |
| 589207 - | 2009 MW11                | 2 novembre 2010   | Mount Lemmon Survey               |
| 589208 - | 2009 MH12                | 18 febbraio 2013  | Schwartz, M., Holvorcem, P. R.    |
| 589209 - | 2009 NZ1                 | 13 luglio 2009    | Spacewatch                        |
| 589210 - | 2009 OD8                 | 27 luglio 2009    | CSS                               |
| 589211 - | 2009 OU10                | 27 gennaio 2007   | Spacewatch                        |
| 589212 - | 2009 ON16                | 28 luglio 2009    | Spacewatch                        |
| 589213 - | 2009 OW17                | 30 dicembre 2005  | Spacewatch                        |
| 589214 - | 2009 OP26                | 28 luglio 2009    | Spacewatch                        |
| 589215 - | 2009 OF28                | 27 luglio 2009    | CSS                               |
| 589216 - | 2009 OL28                | 27 luglio 2009    | Spacewatch                        |
| 589217 - | 2009 PH1                 | 3 aprile 2008     | Spacewatch                        |
| 589218 - | 2009 PN1                 | 14 agosto 2009    | Rinner, C., Kugel, F.             |
| 589219 - | 2009 PW8                 | 15 agosto 2009    | CSS                               |
| 589220 - | 2009 PA22                | 19 gennaio 2012   | Pan-STARRS 1                      |
| 589221 - | 2009 PK22                | 16 febbraio 2012  | Pan-STARRS 1                      |
| 589222 - | 2009 QT1                 | 17 febbraio 2007  | Spacewatch                        |
| 589223 - | 2009 QR2                 | 16 agosto 2009    | Spacewatch                        |
| 589224 - | 2009 QB3                 | 16 agosto 2009    | Tucker, R.                        |
| 589225 - | 2009 QS3                 | 21 aprile 2009    | Spacewatch                        |
| 589226 - | 2009 QB7                 | 17 agosto 2009    | Maticic, S.                       |
| 589227 - | 2009 QY18                | 7 novembre 2005   | Mauna Kea                         |
| 589228 - | 2009 QU25                | 14 luglio 2009    | Spacewatch                        |
| 589229 - | 2009 QW26                | 22 agosto 2009    | Rinner, C., Kugel, F.             |
| 589230 - | 2009 QR60                | 19 agosto 2009    | Spacewatch                        |
| 589231 - | 2009 QA64                | 18 agosto 2009    | OAM Observatory                   |
| 589232 - | 2009 QE65                | 26 febbraio 2012  | Mount Lemmon Survey               |
| 589233 - | 2009 QQ66                | 29 aprile 2012    | Mount Lemmon Survey               |
| 589234 - | 2009 QS66                | 6 settembre 2013  | OAM Observatory                   |
| 589235 - | 2009 QL68                | 27 agosto 2009    | Spacewatch                        |
| 589236 - | 2009 QY70                | 29 agosto 2009    | Spacewatch                        |
| 589237 - | 2009 QU71                | 27 agosto 2009    | Spacewatch                        |
| 589238 - | 2009 QR72                | 17 agosto 2009    | Spacewatch                        |
| 589239 - | 2009 QO73                | 27 agosto 2009    | Spacewatch                        |
| 589240 - | 2009 QG78                | 18 agosto 2009    | Spacewatch                        |
| 589241 - | 2009 RX18                | 15 dicembre 2006  | Mount Lemmon Survey               |
| 589242 - | 2009 RN29                | 16 marzo 2007     | Spacewatch                        |
| 589243 - | 2009 RE55                | 1 ottobre 2005    | Spacewatch                        |
| 589244 - | 2009 RK63                | 14 settembre 2009 | Spacewatch                        |
| 589245 - | 2009 RK67                | 15 settembre 2009 | Spacewatch                        |
| 589246 - | 2009 RJ68                | 15 settembre 2009 | Spacewatch                        |
| 589247 - | 2009 RC77                | 23 gennaio 2006   | Spacewatch                        |
| 589248 - | 2009 RG77                | 15 settembre 2009 | Mount Lemmon Survey               |
| 589249 - | 2009 RF79                | 16 febbraio 2012  | Pan-STARRS 1                      |
| 589250 - | 2009 RP79                | 10 febbraio 2016  | Pan-STARRS 1                      |
| 589251 - | 2009 RG80                | 15 settembre 2009 | Mount Lemmon Survey               |
| 589252 - | 2009 RJ81                | 15 settembre 2009 | Spacewatch                        |
| 589253 - | 2009 SY1                 | 17 settembre 2009 | Kryachko, c., Satovski, B.        |
| 589254 - | 2009 SV6                 | 16 settembre 2009 | Mount Lemmon Survey               |
| 589255 - | 2009 SA14                | 17 settembre 2009 | Kryachko, c., Satovski, B.        |
| 589256 - | 2009 SQ27                | 16 settembre 2009 | Spacewatch                        |
| 589257 - | 2009 ST27                | 16 settembre 2009 | Spacewatch                        |
| 589258 - | 2009 SD28                | 16 settembre 2009 | Spacewatch                        |
| 589259 - | 2009 ST37                | 16 settembre 2009 | Spacewatch                        |
| 589260 - | 2009 SR43                | 16 settembre 2009 | Spacewatch                        |
| 589261 - | 2009 SC57                | 17 settembre 2009 | Spacewatch                        |
| 589262 - | 2009 SX87                | 18 settembre 2009 | Spacewatch                        |
| 589263 - | 2009 SZ105               | 16 settembre 2009 | Mount Lemmon Survey               |
| 589264 - | 2009 SO107               | 16 settembre 2009 | Spacewatch                        |
| 589265 - | 2009 SD109               | 17 settembre 2009 | Mount Lemmon Survey               |
| 589266 - | 2009 SK122               | 18 settembre 2009 | Spacewatch                        |
| 589267 - | 2009 ST122               | 10 marzo 2008     | Spacewatch                        |
| 589268 - | 2009 ST126               | 23 febbraio 2003  | Spacewatch                        |
| 589269 - | 2009 SL140               | 19 settembre 2009 | Spacewatch                        |
| 589270 - | 2009 SG146               | 19 settembre 2009 | Mount Lemmon Survey               |
| 589271 - | 2009 SB153               | 16 agosto 2009    | Spacewatch                        |
| 589272 - | 2009 SN153               | 12 settembre 2009 | Spacewatch                        |
| 589273 - | 2009 SO157               | 20 settembre 2009 | Spacewatch                        |
| 589274 - | 2009 SH160               | 20 settembre 2009 | Spacewatch                        |
| 589275 - | 2009 SY173               | 18 settembre 2009 | Mount Lemmon Survey               |
| 589276 - | 2009 SM188               | 21 settembre 2009 | Spacewatch                        |
| 589277 - | 2009 SB190               | 22 settembre 2009 | Spacewatch                        |
| 589278 - | 2009 SK193               | 18 settembre 2009 | Spacewatch                        |
| 589279 - | 2009 SJ194               | 22 settembre 2009 | Spacewatch                        |
| 589280 - | 2009 SA221               | 2 settembre 2005  | NEAT                              |
| 589281 - | 2009 SP226               | 18 agosto 2009    | Spacewatch                        |
| 589282 - | 2009 SQ226               | 26 settembre 2009 | Mount Lemmon Survey               |
| 589283 - | 2009 SO233               | 10 ottobre 2004   | Wasserman, L. H., Lovering, J. R. |
| 589284 - | 2009 SK246               | 17 settembre 2009 | Spacewatch                        |
| 589285 - | 2009 SC254               | 1 maggio 2006     | Spacewatch                        |
| 589286 - | 2009 SD264               | 3 novembre 2004   | Spacewatch                        |
| 589287 - | 2009 SA278               | 25 settembre 2009 | Spacewatch                        |
| 589288 - | 2009 SG286               | 8 gennaio 2006    | Mount Lemmon Survey               |
| 589289 - | 2009 SB296               | 27 settembre 2009 | Mount Lemmon Survey               |
| 589290 - | 2009 SN297               | 28 settembre 2009 | Hug, G.                           |
| 589291 - | 2009 SV303               | 16 settembre 2009 | Spacewatch                        |
| 589292 - | 2009 SU307               | 7 settembre 2008  | Mount Lemmon Survey               |
| 589293 - | 2009 SO308               | 18 settembre 2009 | Spacewatch                        |
| 589294 - | 2009 SU308               | 15 agosto 2009    | Spacewatch                        |
| 589295 - | 2009 SY319               | 20 settembre 2009 | Spacewatch                        |
| 589296 - | 2009 SV324               | 25 settembre 2009 | Spacewatch                        |
| 589297 - | 2009 SL337               | 12 febbraio 2003  | AMOS                              |
| 589298 - | 2009 SJ372               | 15 aprile 2007    | Mount Lemmon Survey               |
| 589299 - | 2009 SK372               | 10 ottobre 1997   | Spacewatch                        |
| 589300 - | 2009 SN372               | 24 settembre 2009 | Mount Lemmon Survey               |

## 589301-589400
| Nome              | Designazione provvisoria | Data di scoperta  | Scopritore                        |
| ----------------- | ------------------------ | ----------------- | --------------------------------- |
| 589301 -          | 2009 SL373               | 27 settembre 2009 | Spacewatch                        |
| 589302 -          | 2009 SY373               | 29 settembre 2009 | Mount Lemmon Survey               |
| 589303 -          | 2009 SD374               | 16 settembre 2009 | Mount Lemmon Survey               |
| 589304 -          | 2009 SB375               | 3 aprile 2011     | Pan-STARRS 1                      |
| 589305 -          | 2009 SM375               | 17 settembre 2009 | Spacewatch                        |
| 589306 -          | 2009 SP375               | 20 settembre 2009 | Spacewatch                        |
| 589307 -          | 2009 SR375               | 4 settembre 2013  | Hormuth, F.                       |
| 589308 -          | 2009 SX375               | 2 novembre 2010   | Mount Lemmon Survey               |
| 589309 -          | 2009 SU376               | 10 settembre 2013 | Pan-STARRS 1                      |
| 589310 -          | 2009 SY378               | 27 febbraio 2012  | Pan-STARRS 1                      |
| 589311 -          | 2009 SM380               | 20 agosto 2009    | Spacewatch                        |
| 589312 -          | 2009 SL383               | 17 gennaio 2013   | Spacewatch                        |
| 589313 -          | 2009 SL384               | 16 marzo 2012     | Mount Lemmon Survey               |
| 589314 -          | 2009 SK387               | 29 settembre 2009 | Mount Lemmon Survey               |
| 589315 -          | 2009 SJ389               | 29 settembre 2009 | Mount Lemmon Survey               |
| 589316 -          | 2009 SU389               | 29 settembre 2009 | Mount Lemmon Survey               |
| 589317 -          | 2009 SC391               | 26 novembre 2010  | Mount Lemmon Survey               |
| 589318 -          | 2009 SF391               | 13 ottobre 2010   | Mount Lemmon Survey               |
| 589319 -          | 2009 SL391               | 20 settembre 2009 | Spacewatch                        |
| 589320 -          | 2009 SX391               | 17 ottobre 2010   | Mount Lemmon Survey               |
| 589321 -          | 2009 SJ392               | 26 settembre 2009 | Spacewatch                        |
| 589322 -          | 2009 SO392               | 17 settembre 2009 | Spacewatch                        |
| 589323 -          | 2009 SA394               | 27 settembre 2009 | Spacewatch                        |
| 589324 -          | 2009 SV396               | 21 settembre 2009 | Mount Lemmon Survey               |
| 589325 -          | 2009 ST400               | 16 settembre 2009 | Mount Lemmon Survey               |
| 589326 -          | 2009 SG401               | 18 settembre 2009 | Spacewatch                        |
| 589327 -          | 2009 SA402               | 21 settembre 2009 | Mount Lemmon Survey               |
| 589328 -          | 2009 SV404               | 21 settembre 2009 | Mount Lemmon Survey               |
| 589329 -          | 2009 SD405               | 26 settembre 2009 | Spacewatch                        |
| 589330 -          | 2009 SS405               | 21 settembre 2009 | Spacewatch                        |
| 589331 -          | 2009 SY405               | 21 settembre 2009 | Mount Lemmon Survey               |
| 589332 -          | 2009 SP408               | 17 settembre 2009 | Spacewatch                        |
| 589333 -          | 2009 SC409               | 16 settembre 2009 | Spacewatch                        |
| 589334 -          | 2009 SM412               | 29 settembre 2009 | Spacewatch                        |
| 589335 -          | 2009 SN412               | 26 settembre 2009 | Spacewatch                        |
| 589336 -          | 2009 SU412               | 17 settembre 2009 | Mount Lemmon Survey               |
| 589337 -          | 2009 TQ19                | 11 ottobre 2009   | Mount Lemmon Survey               |
| 589338 -          | 2009 TD50                | 2 ottobre 2009    | Mount Lemmon Survey               |
| 589339 -          | 2009 TJ52                | 21 settembre 2017 | Pan-STARRS 1                      |
| 589340 -          | 2009 TX52                | 13 novembre 2010  | Spacewatch                        |
| 589341 -          | 2009 TX53                | 15 giugno 2016    | Mount Lemmon Survey               |
| 589342 -          | 2009 TC55                | 14 ottobre 2009   | Mount Lemmon Survey               |
| 589343 -          | 2009 UR12                | 17 settembre 2009 | Mount Lemmon Survey               |
| 589344 -          | 2009 UA40                | 25 ottobre 2009   | Gajdos, S., Vilagi, J.            |
| 589345 -          | 2009 UP48                | 13 settembre 2005 | Spacewatch                        |
| 589346 -          | 2009 UY48                | 27 ottobre 2005   | Mount Lemmon Survey               |
| 589347 -          | 2009 UE49                | 22 ottobre 2009   | Mount Lemmon Survey               |
| 589348 -          | 2009 UR53                | 15 agosto 2009    | Spacewatch                        |
| 589349 -          | 2009 UN62                | 17 ottobre 2009   | Mount Lemmon Survey               |
| 589350 -          | 2009 UF64                | 17 ottobre 2009   | Mount Lemmon Survey               |
| 589351 -          | 2009 UF65                | 17 ottobre 2009   | Mount Lemmon Survey               |
| 589352 -          | 2009 UO77                | 21 ottobre 2009   | Mount Lemmon Survey               |
| 589353 -          | 2009 UM79                | 22 ottobre 2009   | Mount Lemmon Survey               |
| 589354 -          | 2009 US79                | 22 ottobre 2009   | Mount Lemmon Survey               |
| 589355 -          | 2009 UA96                | 22 ottobre 2009   | Mount Lemmon Survey               |
| 589356 -          | 2009 UF97                | 23 ottobre 2009   | Spacewatch                        |
| 589357 -          | 2009 UN107               | 21 gennaio 2002   | Spacewatch                        |
| 589358 -          | 2009 UZ116               | 22 ottobre 2009   | Mount Lemmon Survey               |
| 589359 -          | 2009 UG117               | 22 ottobre 2009   | Mount Lemmon Survey               |
| 589360 Yulialinde | 2009 UT126               | 20 ottobre 2009   | T. Krjačko, B. Satovskij          |
| 589361 -          | 2009 UB143               | 19 settembre 2009 | Mount Lemmon Survey               |
| 589362 -          | 2009 UM143               | 18 ottobre 2009   | Mount Lemmon Survey               |
| 589363 -          | 2009 UG161               | 22 ottobre 2009   | CSS                               |
| 589364 -          | 2009 UM161               | 15 marzo 2012     | Mount Lemmon Survey               |
| 589365 -          | 2009 UP161               | 18 ottobre 2009   | Mount Lemmon Survey               |
| 589366 -          | 2009 UD162               | 16 ottobre 2009   | Mount Lemmon Survey               |
| 589367 -          | 2009 UF162               | 2 novembre 2010   | Mount Lemmon Survey               |
| 589368 -          | 2009 UL170               | 2 dicembre 2010   | Mount Lemmon Survey               |
| 589369 -          | 2009 UX171               | 27 ottobre 2009   | Mount Lemmon Survey               |
| 589370 -          | 2009 UB174               | 16 ottobre 2009   | Mount Lemmon Survey               |
| 589371 -          | 2009 UE174               | 24 ottobre 2009   | Spacewatch                        |
| 589372 -          | 2009 UE175               | 21 ottobre 2009   | Mount Lemmon Survey               |
| 589373 -          | 2009 UK176               | 22 ottobre 2009   | Mount Lemmon Survey               |
| 589374 -          | 2009 UY176               | 22 ottobre 2009   | Mount Lemmon Survey               |
| 589375 -          | 2009 UP184               | 25 ottobre 2009   | Spacewatch                        |
| 589376 -          | 2009 VB12                | 23 ottobre 2009   | Mount Lemmon Survey               |
| 589377 -          | 2009 VV17                | 25 ottobre 2005   | Mount Lemmon Survey               |
| 589378 -          | 2009 VO26                | 26 settembre 2009 | Spacewatch                        |
| 589379 -          | 2009 VJ27                | 27 ottobre 2009   | Spacewatch                        |
| 589380 -          | 2009 VT33                | 24 ottobre 2009   | Spacewatch                        |
| 589381 -          | 2009 VD49                | 25 ottobre 2005   | Mount Lemmon Survey               |
| 589382 -          | 2009 VT62                | 8 novembre 2009   | Mount Lemmon Survey               |
| 589383 -          | 2009 VD67                | 9 novembre 2009   | Mount Lemmon Survey               |
| 589384 -          | 2009 VD90                | 10 novembre 2005  | Spacewatch                        |
| 589385 -          | 2009 VF101               | 10 novembre 2009  | Spacewatch                        |
| 589386 -          | 2009 VN110               | 26 marzo 2006     | Mount Lemmon Survey               |
| 589387 -          | 2009 VR119               | 10 novembre 2009  | Spacewatch                        |
| 589388 -          | 2009 VS119               | 10 novembre 2009  | Spacewatch                        |
| 589389 -          | 2009 VS120               | 27 aprile 2012    | Pan-STARRS 1                      |
| 589390 -          | 2009 VS122               | 3 agosto 2016     | Pan-STARRS 1                      |
| 589391 -          | 2009 VD124               | 9 novembre 2009   | Mount Lemmon Survey               |
| 589392 -          | 2009 VL125               | 3 ottobre 2013    | Spacewatch                        |
| 589393 -          | 2009 VO126               | 8 novembre 2009   | Mount Lemmon Survey               |
| 589394 -          | 2009 VW126               | 9 novembre 2009   | Spacewatch                        |
| 589395 -          | 2009 WJ4                 | 12 ottobre 2004   | Wasserman, L. H., Lovering, J. R. |
| 589396 -          | 2009 WK8                 | 19 novembre 2009  | Nevski, V.                        |
| 589397 -          | 2009 WR21                | 26 aprile 2008    | Mount Lemmon Survey               |
| 589398 -          | 2009 WT24                | 8 novembre 2009   | Spacewatch                        |
| 589399 -          | 2009 WV24                | 8 dicembre 2005   | Mount Lemmon Survey               |
| 589400 -          | 2009 WA38                | 1 luglio 2008     | Spacewatch                        |

## 589401-589500
| Nome     | Designazione provvisoria | Data di scoperta  | Scopritore             |
| -------- | ------------------------ | ----------------- | ---------------------- |
| 589401 - | 2009 WB44                | 30 ottobre 2005   | Spacewatch             |
| 589402 - | 2009 WP47                | 15 settembre 2009 | Spacewatch             |
| 589403 - | 2009 WR48                | 26 novembre 2005  | Spacewatch             |
| 589404 - | 2009 WX48                | 24 ottobre 2009   | Spacewatch             |
| 589405 - | 2009 WL57                | 23 ottobre 2009   | Spacewatch             |
| 589406 - | 2009 WO60                | 16 novembre 2009  | Mount Lemmon Survey    |
| 589407 - | 2009 WD67                | 25 ottobre 2005   | Mount Lemmon Survey    |
| 589408 - | 2009 WP77                | 18 novembre 2009  | Spacewatch             |
| 589409 - | 2009 WN80                | 18 novembre 2009  | Spacewatch             |
| 589410 - | 2009 WQ95                | 24 ottobre 2009   | Spacewatch             |
| 589411 - | 2009 WJ100               | 21 novembre 2009  | CSS                    |
| 589412 - | 2009 WX116               | 20 novembre 2009  | Spacewatch             |
| 589413 - | 2009 WW118               | 25 ottobre 2009   | Spacewatch             |
| 589414 - | 2009 WM125               | 20 novembre 2009  | Spacewatch             |
| 589415 - | 2009 WZ127               | 9 aprile 2003     | Spacewatch             |
| 589416 - | 2009 WQ139               | 28 ottobre 2005   | Spacewatch             |
| 589417 - | 2009 WX139               | 14 ottobre 2009   | Mount Lemmon Survey    |
| 589418 - | 2009 WK140               | 21 agosto 2001    | Spacewatch             |
| 589419 - | 2009 WA142               | 8 settembre 1996  | Spacewatch             |
| 589420 - | 2009 WQ149               | 6 ottobre 2008    | Mount Lemmon Survey    |
| 589421 - | 2009 WF150               | 14 ottobre 2009   | Mount Lemmon Survey    |
| 589422 - | 2009 WV153               | 19 novembre 2009  | Mount Lemmon Survey    |
| 589423 - | 2009 WN156               | 23 marzo 2003     | NEAT                   |
| 589424 - | 2009 WY179               | 23 novembre 2009  | Spacewatch             |
| 589425 - | 2009 WC189               | 9 novembre 2009   | Spacewatch             |
| 589426 - | 2009 WG189               | 9 novembre 2009   | Mount Lemmon Survey    |
| 589427 - | 2009 WM191               | 24 ottobre 2009   | Spacewatch             |
| 589428 - | 2009 WB194               | 24 novembre 2009  | Spacewatch             |
| 589429 - | 2009 WB202               | 26 novembre 2009  | Mount Lemmon Survey    |
| 589430 - | 2009 WA208               | 1 dicembre 2005   | Mount Lemmon Survey    |
| 589431 - | 2009 WV222               | 16 novembre 2009  | Mount Lemmon Survey    |
| 589432 - | 2009 WQ224               | 16 novembre 2009  | Mount Lemmon Survey    |
| 589433 - | 2009 WA230               | 17 novembre 2009  | Mount Lemmon Survey    |
| 589434 - | 2009 WQ231               | 12 ottobre 2009   | Mount Lemmon Survey    |
| 589435 - | 2009 WU231               | 14 ottobre 2009   | Mount Lemmon Survey    |
| 589436 - | 2009 WR232               | 7 dicembre 2005   | Spacewatch             |
| 589437 - | 2009 WS233               | 18 novembre 2009  | Spacewatch             |
| 589438 - | 2009 WV237               | 17 novembre 2009  | Spacewatch             |
| 589439 - | 2009 WW239               | 23 gennaio 2006   | Spacewatch             |
| 589440 - | 2009 WH243               | 19 novembre 2009  | Spacewatch             |
| 589441 - | 2009 WS248               | 21 febbraio 2007  | Spacewatch             |
| 589442 - | 2009 WH253               | 16 novembre 2009  | Spacewatch             |
| 589443 - | 2009 WQ253               | 16 novembre 2009  | Spacewatch             |
| 589444 - | 2009 WD255               | 19 novembre 2009  | Spacewatch             |
| 589445 - | 2009 WH271               | 23 novembre 2009  | Mount Lemmon Survey    |
| 589446 - | 2009 WX271               | 24 novembre 2009  | Spacewatch             |
| 589447 - | 2009 WB272               | 1 aprile 2016     | Pan-STARRS 1           |
| 589448 - | 2009 WL272               | 3 novembre 2012   | Mount Lemmon Survey    |
| 589449 - | 2009 WU272               | 17 novembre 2009  | Mount Lemmon Survey    |
| 589450 - | 2009 WF273               | 24 novembre 2009  | Spacewatch             |
| 589451 - | 2009 WX274               | 17 novembre 2009  | Mount Lemmon Survey    |
| 589452 - | 2009 WG275               | 19 novembre 2009  | Spacewatch             |
| 589453 - | 2009 WH275               | 5 ottobre 2013    | Pan-STARRS 1           |
| 589454 - | 2009 WQ276               | 4 novembre 2013   | Mount Lemmon Survey    |
| 589455 - | 2009 WT276               | 17 marzo 2016     | Pan-STARRS 1           |
| 589456 - | 2009 WX277               | 24 ottobre 2013   | Mount Lemmon Survey    |
| 589457 - | 2009 WG279               | 24 ottobre 2013   | Mount Lemmon Survey    |
| 589458 - | 2009 WZ280               | 26 novembre 2009  | Mount Lemmon Survey    |
| 589459 - | 2009 WL284               | 1 aprile 2011     | Spacewatch             |
| 589460 - | 2009 WY284               | 21 novembre 2009  | Spacewatch             |
| 589461 - | 2009 WB291               | 25 novembre 2009  | Spacewatch             |
| 589462 - | 2009 XS4                 | 7 agosto 2008     | Spacewatch             |
| 589463 - | 2009 XD5                 | 23 gennaio 2006   | Spacewatch             |
| 589464 - | 2009 XG13                | 11 dicembre 2009  | Mount Lemmon Survey    |
| 589465 - | 2009 XN26                | 9 dicembre 2013   | PMO NEO Survey Program |
| 589466 - | 2009 XW29                | 23 settembre 2005 | Spacewatch             |
| 589467 - | 2009 YG1                 | 8 novembre 2009   | Mount Lemmon Survey    |
| 589468 - | 2009 YA5                 | 21 agosto 2004    | Siding Spring Survey   |
| 589469 - | 2009 YV5                 | 17 dicembre 2009  | Mount Lemmon Survey    |
| 589470 - | 2009 YE13                | 18 dicembre 2009  | Mount Lemmon Survey    |
| 589471 - | 2009 YF27                | 22 marzo 2015     | Mount Lemmon Survey    |
| 589472 - | 2009 YN27                | 13 ottobre 2013   | Spacewatch             |
| 589473 - | 2010 AP9                 | 17 dicembre 2009  | Spacewatch             |
| 589474 - | 2010 AW9                 | 6 gennaio 2010    | Spacewatch             |
| 589475 - | 2010 AP13                | 7 novembre 2005   | Mauna Kea              |
| 589476 - | 2010 AZ13                | 25 settembre 2008 | Mount Lemmon Survey    |
| 589477 - | 2010 AL14                | 25 aprile 2004    | Spacewatch             |
| 589478 - | 2010 AU16                | 7 gennaio 2010    | Mount Lemmon Survey    |
| 589479 - | 2010 AK22                | 6 gennaio 2010    | Spacewatch             |
| 589480 - | 2010 AM22                | 6 gennaio 2010    | Spacewatch             |
| 589481 - | 2010 AR22                | 5 settembre 2008  | Spacewatch             |
| 589482 - | 2010 AQ28                | 8 gennaio 2010    | Mount Lemmon Survey    |
| 589483 - | 2010 AD36                | 26 gennaio 2006   | Spacewatch             |
| 589484 - | 2010 AV36                | 7 gennaio 2010    | Spacewatch             |
| 589485 - | 2010 AU37                | 7 gennaio 2010    | Spacewatch             |
| 589486 - | 2010 AX44                | 14 gennaio 2002   | Spacewatch             |
| 589487 - | 2010 AW46                | 18 dicembre 2009  | Mount Lemmon Survey    |
| 589488 - | 2010 AY49                | 2 febbraio 2006   | Spacewatch             |
| 589489 - | 2010 AS53                | 7 febbraio 2006   | Mount Lemmon Survey    |
| 589490 - | 2010 AD61                | 18 novembre 2009  | Mount Lemmon Survey    |
| 589491 - | 2010 AK69                | 23 gennaio 2006   | Spacewatch             |
| 589492 - | 2010 AD70                | 12 gennaio 2010   | Mount Lemmon Survey    |
| 589493 - | 2010 AG76                | 24 ottobre 2005   | Mauna Kea              |
| 589494 - | 2010 AE143               | 5 marzo 2006      | Spacewatch             |
| 589495 - | 2010 AL143               | 16 novembre 2009  | Mount Lemmon Survey    |
| 589496 - | 2010 AM154               | 30 aprile 2011    | Pan-STARRS 1           |
| 589497 - | 2010 AY159               | 19 febbraio 2015  | Pan-STARRS 1           |
| 589498 - | 2010 BE5                 | 5 gennaio 2010    | Spacewatch             |
| 589499 - | 2010 BZ133               | 8 novembre 2010   | Mount Lemmon Survey    |
| 589500 - | 2010 BA145               | 15 aprile 2016    | Pan-STARRS 1           |

## 589501-589600
| Nome     | Designazione provvisoria | Data di scoperta  | Scopritore                    |
| -------- | ------------------------ | ----------------- | ----------------------------- |
| 589501 - | 2010 CN3                 | 24 ottobre 2005   | Mauna Kea                     |
| 589502 - | 2010 CX21                | 9 febbraio 2010   | Spacewatch                    |
| 589503 - | 2010 CQ22                | 9 febbraio 2010   | Spacewatch                    |
| 589504 - | 2010 CM25                | 11 ottobre 2004   | NEAT                          |
| 589505 - | 2010 CJ26                | 11 settembre 2007 | Mount Lemmon Survey           |
| 589506 - | 2010 CL26                | 9 marzo 2002      | Spacewatch                    |
| 589507 - | 2010 CT26                | 11 gennaio 2010   | Spacewatch                    |
| 589508 - | 2010 CU27                | 9 ottobre 2008    | Spacewatch                    |
| 589509 - | 2010 CV31                | 12 ottobre 2004   | Cernis, K., Zdanavicius, J.   |
| 589510 - | 2010 CC64                | 9 febbraio 2010   | Mount Lemmon Survey           |
| 589511 - | 2010 CJ66                | 6 febbraio 2010   | Mount Lemmon Survey           |
| 589512 - | 2010 CV66                | 10 febbraio 2010  | Spacewatch                    |
| 589513 - | 2010 CK67                | 19 gennaio 2005   | Spacewatch                    |
| 589514 - | 2010 CO69                | 24 ottobre 2005   | Mauna Kea                     |
| 589515 - | 2010 CH74                | 29 ottobre 2003   | Dell'Antonio, I., Wittman, D. |
| 589516 - | 2010 CF85                | 14 febbraio 2010  | Spacewatch                    |
| 589517 - | 2010 CL86                | 23 febbraio 2007  | Spacewatch                    |
| 589518 - | 2010 CM86                | 14 febbraio 2010  | Mount Lemmon Survey           |
| 589519 - | 2010 CD88                | 14 febbraio 2010  | Mount Lemmon Survey           |
| 589520 - | 2010 CB92                | 14 febbraio 2010  | Mount Lemmon Survey           |
| 589521 - | 2010 CZ93                | 31 ottobre 2005   | Mauna Kea                     |
| 589522 - | 2010 CJ99                | 14 febbraio 2010  | Spacewatch                    |
| 589523 - | 2010 CR102               | 14 febbraio 2010  | Mount Lemmon Survey           |
| 589524 - | 2010 CU102               | 29 settembre 2008 | Spacewatch                    |
| 589525 - | 2010 CM103               | 14 febbraio 2010  | Spacewatch                    |
| 589526 - | 2010 CF105               | 14 febbraio 2010  | Mount Lemmon Survey           |
| 589527 - | 2010 CD106               | 14 febbraio 2010  | Mount Lemmon Survey           |
| 589528 - | 2010 CM113               | 14 febbraio 2010  | Mount Lemmon Survey           |
| 589529 - | 2010 CP120               | 6 settembre 2008  | CSS                           |
| 589530 - | 2010 CJ123               | 11 gennaio 2010   | Spacewatch                    |
| 589531 - | 2010 CR129               | 11 gennaio 2010   | Spacewatch                    |
| 589532 - | 2010 CE158               | 12 gennaio 2010   | Mount Lemmon Survey           |
| 589533 - | 2010 CJ160               | 9 febbraio 2010   | CSS                           |
| 589534 - | 2010 CW162               | 30 gennaio 2006   | Spacewatch                    |
| 589535 - | 2010 CZ164               | 10 febbraio 2010  | Spacewatch                    |
| 589536 - | 2010 CC175               | 2 novembre 2008   | Mount Lemmon Survey           |
| 589537 - | 2010 CT259               | 8 giugno 2016     | Pan-STARRS 1                  |
| 589538 - | 2010 CD264               | 14 settembre 2013 | Mount Lemmon Survey           |
| 589539 - | 2010 CH270               | 12 gennaio 2010   | Spacewatch                    |
| 589540 - | 2010 CY270               | 23 febbraio 2015  | Pan-STARRS 1                  |
| 589541 - | 2010 CB271               | 24 dicembre 2013  | Mount Lemmon Survey           |
| 589542 - | 2010 CG272               | 24 settembre 2017 | Pan-STARRS 1                  |
| 589543 - | 2010 CO273               | 27 febbraio 2015  | Pan-STARRS 1                  |
| 589544 - | 2010 CS274               | 14 febbraio 2010  | Spacewatch                    |
| 589545 - | 2010 DG4                 | 23 gennaio 2006   | Spacewatch                    |
| 589546 - | 2010 DN4                 | 16 febbraio 2010  | Mount Lemmon Survey           |
| 589547 - | 2010 DB5                 | 16 febbraio 2010  | Mount Lemmon Survey           |
| 589548 - | 2010 DG10                | 7 ottobre 2008    | Spacewatch                    |
| 589549 - | 2010 DU10                | 19 novembre 2008  | Mount Lemmon Survey           |
| 589550 - | 2010 DM42                | 17 febbraio 2010  | Spacewatch                    |
| 589551 - | 2010 DU92                | 9 settembre 2007  | Spacewatch                    |
| 589552 - | 2010 DM107               | 13 febbraio 2010  | Mount Lemmon Survey           |
| 589553 - | 2010 DK109               | 17 febbraio 2010  | Spacewatch                    |
| 589554 - | 2010 DM111               | 13 maggio 2015    | Mount Lemmon Survey           |
| 589555 - | 2010 DA112               | 17 febbraio 2010  | Spacewatch                    |
| 589556 - | 2010 DO112               | 16 febbraio 2010  | Mount Lemmon Survey           |
| 589557 - | 2010 ET2                 | 5 marzo 2010      | CSS                           |
| 589558 - | 2010 EN35                | 10 marzo 2010     | Cernis, K., Zdanavicius, J.   |
| 589559 - | 2010 EX35                | 28 luglio 2003    | NEAT                          |
| 589560 - | 2010 EO43                | 16 febbraio 2010  | Mount Lemmon Survey           |
| 589561 - | 2010 EA69                | 26 maggio 2006    | Spacewatch                    |
| 589562 - | 2010 EM70                | 12 marzo 2010     | Spacewatch                    |
| 589563 - | 2010 EB95                | 10 marzo 2005     | Mount Lemmon Survey           |
| 589564 - | 2010 EW96                | 14 febbraio 2010  | Spacewatch                    |
| 589565 - | 2010 ER97                | 19 febbraio 2010  | Mount Lemmon Survey           |
| 589566 - | 2010 EU100               | 18 febbraio 2010  | Mount Lemmon Survey           |
| 589567 - | 2010 EZ103               | 24 marzo 2001     | Buie, M. W., Kern, S.         |
| 589568 - | 2010 EB105               | 7 gennaio 2006    | Spacewatch                    |
| 589569 - | 2010 EE127               | 16 gennaio 2003   | NEAT                          |
| 589570 - | 2010 EJ132               | 31 dicembre 2000  | AMOS                          |
| 589571 - | 2010 EG141               | 12 marzo 2010     | Mount Lemmon Survey           |
| 589572 - | 2010 EJ141               | 12 marzo 2010     | Spacewatch                    |
| 589573 - | 2010 EM171               | 10 ottobre 2012   | Pan-STARRS 1                  |
| 589574 - | 2010 EA180               | 20 novembre 2009  | Spacewatch                    |
| 589575 - | 2010 EZ185               | 28 ottobre 2017   | Mount Lemmon Survey           |
| 589576 - | 2010 ED188               | 25 maggio 2015    | Pan-STARRS 1                  |
| 589577 - | 2010 EQ189               | 14 marzo 2010     | Mount Lemmon Survey           |
| 589578 - | 2010 FC3                 | 25 aprile 2006    | Spacewatch                    |
| 589579 - | 2010 FT3                 | 16 marzo 2010     | Mount Lemmon Survey           |
| 589580 - | 2010 FN4                 | 18 settembre 2003 | Spacewatch                    |
| 589581 - | 2010 FX12                | 16 marzo 2010     | Spacewatch                    |
| 589582 - | 2010 FU14                | 17 marzo 2010     | Spacewatch                    |
| 589583 - | 2010 FK15                | 18 marzo 2010     | Spacewatch                    |
| 589584 - | 2010 FB18                | 18 marzo 2010     | Mount Lemmon Survey           |
| 589585 - | 2010 FB19                | 18 marzo 2010     | Mount Lemmon Survey           |
| 589586 - | 2010 FF21                | 22 novembre 2003  | Kitt Peak                     |
| 589587 - | 2010 FU24                | 18 marzo 2010     | Mount Lemmon Survey           |
| 589588 - | 2010 FZ88                | 13 marzo 2010     | Mount Lemmon Survey           |
| 589589 - | 2010 FZ94                | 21 marzo 2010     | Spacewatch                    |
| 589590 - | 2010 FL95                | 25 marzo 2010     | Spacewatch                    |
| 589591 - | 2010 FB137               | 24 gennaio 2015   | Spacewatch                    |
| 589592 - | 2010 FG138               | 1 agosto 2016     | Pan-STARRS 1                  |
| 589593 - | 2010 FY142               | 18 marzo 2010     | Mount Lemmon Survey           |
| 589594 - | 2010 GT26                | 2 dicembre 2005   | Spacewatch                    |
| 589595 - | 2010 GL35                | 18 novembre 2003  | Spacewatch                    |
| 589596 - | 2010 GS99                | 7 dicembre 2005   | Spacewatch                    |
| 589597 - | 2010 GU109               | 18 marzo 2010     | Spacewatch                    |
| 589598 - | 2010 GZ109               | 9 aprile 2010     | Spacewatch                    |
| 589599 - | 2010 GB112               | 9 aprile 2010     | Mount Lemmon Survey           |
| 589600 - | 2010 GS115               | 22 ottobre 2003   | Spacewatch                    |

## 589601-589700
| Nome     | Designazione provvisoria | Data di scoperta  | Scopritore                     |
| -------- | ------------------------ | ----------------- | ------------------------------ |
| 589601 - | 2010 GS116               | 21 settembre 2003 | NEAT                           |
| 589602 - | 2010 GL120               | 11 aprile 2010    | Spacewatch                     |
| 589603 - | 2010 GV122               | 13 aprile 2010    | Mount Lemmon Survey            |
| 589604 - | 2010 GR123               | 11 marzo 2005     | CSS                            |
| 589605 - | 2010 GK125               | 8 aprile 2010     | Spacewatch                     |
| 589606 - | 2010 GW129               | 7 aprile 2010     | Spacewatch                     |
| 589607 - | 2010 GH133               | 21 dicembre 2008  | Spacewatch                     |
| 589608 - | 2010 GY137               | 19 marzo 2010     | Spacewatch                     |
| 589609 - | 2010 GS140               | 20 marzo 2010     | Spacewatch                     |
| 589610 - | 2010 GG143               | 10 aprile 2010    | Mount Lemmon Survey            |
| 589611 - | 2010 GB173               | 13 maggio 2010    | Mount Lemmon Survey            |
| 589612 - | 2010 GE177               | 18 dicembre 2009  | Mount Lemmon Survey            |
| 589613 - | 2010 GY178               | 27 novembre 2013  | Pan-STARRS 1                   |
| 589614 - | 2010 GS198               | 19 settembre 2012 | Mount Lemmon Survey            |
| 589615 - | 2010 GY198               | 4 aprile 2010     | Spacewatch                     |
| 589616 - | 2010 GZ198               | 30 aprile 2015    | Mount Lemmon Survey            |
| 589617 - | 2010 GH201               | 15 aprile 2010    | Mount Lemmon Survey            |
| 589618 - | 2010 GZ202               | 15 novembre 2014  | Mount Lemmon Survey            |
| 589619 - | 2010 GU207               | 9 aprile 2010     | Mount Lemmon Survey            |
| 589620 - | 2010 HL132               | 10 settembre 2016 | Mount Lemmon Survey            |
| 589621 - | 2010 HY139               | 20 aprile 2010    | Mount Lemmon Survey            |
| 589622 - | 2010 HA140               | 20 aprile 2010    | Mount Lemmon Survey            |
| 589623 - | 2010 JO30                | 11 agosto 2001    | NEAT                           |
| 589624 - | 2010 JL32                | 6 maggio 2010     | Mount Lemmon Survey            |
| 589625 - | 2010 JF40                | 13 settembre 2007 | Mount Lemmon Survey            |
| 589626 - | 2010 JW45                | 7 maggio 2010     | Spacewatch                     |
| 589627 - | 2010 JT75                | 11 aprile 2003    | Spacewatch                     |
| 589628 - | 2010 JM76                | 10 aprile 2010    | Mount Lemmon Survey            |
| 589629 - | 2010 JT85                | 17 febbraio 2010  | Spacewatch                     |
| 589630 - | 2010 JW111               | 12 maggio 2010    | Spacewatch                     |
| 589631 - | 2010 JA123               | 13 settembre 2007 | Mount Lemmon Survey            |
| 589632 - | 2010 JM149               | 6 maggio 2010     | Mount Lemmon Survey            |
| 589633 - | 2010 JV156               | 14 marzo 2005     | Mount Lemmon Survey            |
| 589634 - | 2010 JL159               | 5 settembre 2007  | Sarneczky, K., Kiss, L.        |
| 589635 - | 2010 JO164               | 25 gennaio 2009   | Spacewatch                     |
| 589636 - | 2010 JC168               | 23 ottobre 2004   | Spacewatch                     |
| 589637 - | 2010 JV168               | 9 aprile 2010     | Spacewatch                     |
| 589638 - | 2010 JJ171               | 2 febbraio 2009   | Spacewatch                     |
| 589639 - | 2010 JF174               | 10 maggio 2010    | Mount Lemmon Survey            |
| 589640 - | 2010 JK202               | 18 aprile 2009    | Spacewatch                     |
| 589641 - | 2010 JP210               | 26 gennaio 2014   | Pan-STARRS 1                   |
| 589642 - | 2010 JC211               | 9 maggio 2010     | Siding Spring Survey           |
| 589643 - | 2010 KW138               | 17 novembre 2011  | Mount Lemmon Survey            |
| 589644 - | 2010 KB148               | 7 dicembre 2013   | Schwartz, M., Holvorcem, P. R. |
| 589645 - | 2010 KU150               | 25 aprile 2014    | Spacewatch                     |
| 589646 - | 2010 KS151               | 13 ottobre 2016   | Pan-STARRS 1                   |
| 589647 - | 2010 KB154               | 4 maggio 2014     | Pan-STARRS 1                   |
| 589648 - | 2010 KW156               | 5 agosto 2013     | ESA OGS                        |
| 589649 - | 2010 LA                  | 10 maggio 2002    | NEAT                           |
| 589650 - | 2010 LE34                | 6 giugno 2010     | Spacewatch                     |
| 589651 - | 2010 LU65                | 11 giugno 2010    | Spacewatch                     |
| 589652 - | 2010 LF135               | 30 novembre 2011  | Pan-STARRS 1                   |
| 589653 - | 2010 LH136               | 27 ottobre 2005   | Mount Lemmon Survey            |
| 589654 - | 2010 LN155               | 8 febbraio 2013   | Pan-STARRS 1                   |
| 589655 - | 2010 MS4                 | 13 gennaio 2008   | Spacewatch                     |
| 589656 - | 2010 MM119               | 29 ottobre 2005   | Mount Lemmon Survey            |
| 589657 - | 2010 MD141               | 25 maggio 2014    | Pan-STARRS 1                   |
| 589658 - | 2010 MP148               | 23 ottobre 2013   | Pan-STARRS 1                   |
| 589659 - | 2010 MW149               | 20 giugno 2010    | Mount Lemmon Survey            |
| 589660 - | 2010 NZ45                | 9 luglio 2010     | WISE                           |
| 589661 - | 2010 NG73                | 12 marzo 2005     | Buie, M. W., Wasserman, L. H.  |
| 589662 - | 2010 NH123               | 2 giugno 2003     | Spacewatch                     |
| 589663 - | 2010 NC133               | 27 gennaio 2007   | Spacewatch                     |
| 589664 - | 2010 NU139               | 9 ottobre 2016    | Pan-STARRS 1                   |
| 589665 - | 2010 OU8                 | 16 luglio 2010    | WISE                           |
| 589666 - | 2010 OG128               | 2 marzo 2008      | Spacewatch                     |
| 589667 - | 2010 OC135               | 23 agosto 2007    | Spacewatch                     |
| 589668 - | 2010 PQ                  | 6 luglio 2010     | Mount Lemmon Survey            |
| 589669 - | 2010 PC62                | 10 agosto 2010    | Spacewatch                     |
| 589670 - | 2010 PB81                | 28 dicembre 2011  | Mount Lemmon Survey            |
| 589671 - | 2010 PC85                | 5 marzo 2014      | Pan-STARRS 1                   |
| 589672 - | 2010 PH88                | 18 aprile 2013    | Pan-STARRS 1                   |
| 589673 - | 2010 RU                  | 1 settembre 2010  | Mount Lemmon Survey            |
| 589674 - | 2010 RF3                 | 1 aprile 2003     | SDSS Collaboration             |
| 589675 - | 2010 RP4                 | 2 settembre 2010  | Mount Lemmon Survey            |
| 589676 - | 2010 RT6                 | 2 settembre 2010  | Mount Lemmon Survey            |
| 589677 - | 2010 RJ11                | 2 settembre 2010  | Mount Lemmon Survey            |
| 589678 - | 2010 RX24                | 3 settembre 2010  | Mount Lemmon Survey            |
| 589679 - | 2010 RZ25                | 9 marzo 2008      | Mount Lemmon Survey            |
| 589680 - | 2010 RO34                | 11 ottobre 2007   | Mount Lemmon Survey            |
| 589681 - | 2010 RY35                | 2 settembre 2010  | Spacewatch                     |
| 589682 - | 2010 RA38                | 20 marzo 2002     | Kitt Peak                      |
| 589683 - | 2010 RF43                | 6 settembre 2010  | La Silla                       |
| 589684 - | 2010 RL53                | 11 marzo 2003     | Spacewatch                     |
| 589685 - | 2010 RL54                | 5 marzo 2008      | Spacewatch                     |
| 589686 - | 2010 RA83                | 11 settembre 2010 | Mount Lemmon Survey            |
| 589687 - | 2010 RG83                | 31 marzo 2008     | Mount Lemmon Survey            |
| 589688 - | 2010 RH83                | 13 febbraio 2008  | Spacewatch                     |
| 589689 - | 2010 RG85                | 28 febbraio 2008  | Spacewatch                     |
| 589690 - | 2010 RO87                | 27 gennaio 2007   | Spacewatch                     |
| 589691 - | 2010 RO88                | 4 settembre 2010  | Mount Lemmon Survey            |
| 589692 - | 2010 RR88                | 28 gennaio 2007   | Mount Lemmon Survey            |
| 589693 - | 2010 RG92                | 10 settembre 2010 | Mount Lemmon Survey            |
| 589694 - | 2010 RT94                | 12 settembre 2010 | Mount Lemmon Survey            |
| 589695 - | 2010 RM96                | 2 settembre 2010  | Mount Lemmon Survey            |
| 589696 - | 2010 RT96                | 9 settembre 2010  | Spacewatch                     |
| 589697 - | 2010 RW98                | 10 settembre 2010 | Spacewatch                     |
| 589698 - | 2010 RR103               | 10 settembre 2010 | Spacewatch                     |
| 589699 - | 2010 RR107               | 10 settembre 2010 | Spacewatch                     |
| 589700 - | 2010 RB111               | 11 settembre 2010 | Spacewatch                     |

## 589701-589800
| Nome          | Designazione provvisoria | Data di scoperta  | Scopritore              |
| ------------- | ------------------------ | ----------------- | ----------------------- |
| 589701 -      | 2010 RE113               | 11 settembre 2010 | Spacewatch              |
| 589702 -      | 2010 RD119               | 26 marzo 2008     | Mount Lemmon Survey     |
| 589703 -      | 2010 RB121               | 13 agosto 2010    | Spacewatch              |
| 589704 -      | 2010 RM123               | 9 ottobre 2005    | Spacewatch              |
| 589705 -      | 2010 RD133               | 15 settembre 2010 | Mount Lemmon Survey     |
| 589706 -      | 2010 RF135               | 4 novembre 1999   | Spacewatch              |
| 589707 -      | 2010 RN135               | 10 settembre 2010 | Mount Lemmon Survey     |
| 589708 -      | 2010 RV137               | 12 novembre 2006  | Mount Lemmon Survey     |
| 589709 -      | 2010 RM138               | 3 ottobre 2003    | Spacewatch              |
| 589710 -      | 2010 RW146               | 14 settembre 2010 | Spacewatch              |
| 589711 -      | 2010 RD149               | 24 aprile 2003    | Spacewatch              |
| 589712 -      | 2010 RN163               | 8 febbraio 2008   | Spacewatch              |
| 589713 -      | 2010 RT167               | 1 settembre 2010  | Mount Lemmon Survey     |
| 589714 -      | 2010 RU168               | 2 settembre 2010  | Mount Lemmon Survey     |
| 589715 -      | 2010 RL172               | 5 settembre 2010  | Mount Lemmon Survey     |
| 589716 -      | 2010 RG173               | 5 settembre 2010  | Mount Lemmon Survey     |
| 589717 -      | 2010 RV173               | 6 settembre 2010  | Spacewatch              |
| 589718 Csopak | 2010 RY173               | 6 settembre 2010  | K. Sárneczky, Z. Kuli   |
| 589719 -      | 2010 RL174               | 8 settembre 2010  | Spacewatch              |
| 589720 -      | 2010 RV176               | 9 novembre 2007   | Spacewatch              |
| 589721 -      | 2010 RY179               | 2 settembre 2010  | Mount Lemmon Survey     |
| 589722 -      | 2010 RW182               | 22 agosto 2004    | Spacewatch              |
| 589723 -      | 2010 RH183               | 17 ottobre 2010   | CSS                     |
| 589724 -      | 2010 RL184               | 3 gennaio 2012    | Mount Lemmon Survey     |
| 589725 -      | 2010 RY188               | 7 giugno 2002     | Spacewatch              |
| 589726 -      | 2010 RK191               | 23 ottobre 2011   | Pan-STARRS 1            |
| 589727 -      | 2010 RV191               | 16 aprile 2013    | Pan-STARRS 1            |
| 589728 -      | 2010 RH193               | 19 luglio 2015    | Pan-STARRS 1            |
| 589729 -      | 2010 RL194               | 2 settembre 2010  | Mount Lemmon Survey     |
| 589730 -      | 2010 RU197               | 27 maggio 2014    | Mount Lemmon Survey     |
| 589731 -      | 2010 RW197               | 4 settembre 2010  | Mount Lemmon Survey     |
| 589732 -      | 2010 RB201               | 7 marzo 2016      | Pan-STARRS 1            |
| 589733 -      | 2010 RV201               | 15 settembre 2010 | Mount Lemmon Survey     |
| 589734 -      | 2010 RG202               | 3 settembre 2010  | Mount Lemmon Survey     |
| 589735 -      | 2010 RO204               | 19 luglio 2015    | Pan-STARRS 2            |
| 589736 -      | 2010 RY206               | 4 settembre 2010  | Mount Lemmon Survey     |
| 589737 -      | 2010 RY208               | 14 settembre 2010 | Mount Lemmon Survey     |
| 589738 -      | 2010 RX209               | 5 settembre 2010  | Mount Lemmon Survey     |
| 589739 -      | 2010 RJ213               | 11 settembre 2010 | Spacewatch              |
| 589740 -      | 2010 SX                  | 16 settembre 2010 | Mount Lemmon Survey     |
| 589741 -      | 2010 SB6                 | 3 maggio 2008     | Mount Lemmon Survey     |
| 589742 -      | 2010 SZ10                | 18 settembre 2010 | Spacewatch              |
| 589743 -      | 2010 SK14                | 29 marzo 2008     | Mount Lemmon Survey     |
| 589744 -      | 2010 SL17                | 2 settembre 2010  | Mount Lemmon Survey     |
| 589745 -      | 2010 SJ18                | 27 settembre 2010 | Holmes, R.              |
| 589746 -      | 2010 SE22                | 29 settembre 2010 | Mount Lemmon Survey     |
| 589747 -      | 2010 SX22                | 29 settembre 2010 | Mount Lemmon Survey     |
| 589748 -      | 2010 SD25                | 29 settembre 2010 | Mount Lemmon Survey     |
| 589749 -      | 2010 SY27                | 29 settembre 2010 | Spacewatch              |
| 589750 -      | 2010 SD34                | 30 settembre 2010 | CSS                     |
| 589751 -      | 2010 ST36                | 29 settembre 2010 | Mount Lemmon Survey     |
| 589752 -      | 2010 SE41                | 17 settembre 2010 | Mount Lemmon Survey     |
| 589753 -      | 2010 SH43                | 1 settembre 2010  | Mount Lemmon Survey     |
| 589754 -      | 2010 ST45                | 20 febbraio 2012  | Spacewatch              |
| 589755 -      | 2010 SV45                | 30 settembre 2010 | Mount Lemmon Survey     |
| 589756 -      | 2010 SC46                | 25 gennaio 2012   | Pan-STARRS 1            |
| 589757 -      | 2010 SN46                | 18 settembre 2010 | Mount Lemmon Survey     |
| 589758 -      | 2010 SS47                | 14 gennaio 2016   | Pan-STARRS 1            |
| 589759 -      | 2010 SJ50                | 8 marzo 2013      | Pan-STARRS 1            |
| 589760 -      | 2010 SH51                | 17 settembre 2010 | Mount Lemmon Survey     |
| 589761 -      | 2010 SN52                | 30 aprile 2014    | Pan-STARRS 1            |
| 589762 -      | 2010 ST52                | 30 settembre 2010 | Mount Lemmon Survey     |
| 589763 -      | 2010 SD56                | 19 settembre 2010 | Spacewatch              |
| 589764 -      | 2010 TV                  | 12 settembre 2010 | Spacewatch              |
| 589765 -      | 2010 TX2                 | 22 ottobre 2005   | Spacewatch              |
| 589766 -      | 2010 TE9                 | 13 febbraio 2003  | Michelsen, R., Masi, G. |
| 589767 -      | 2010 TH14                | 10 settembre 2010 | Spacewatch              |
| 589768 -      | 2010 TA16                | 3 ottobre 2010    | Spacewatch              |
| 589769 -      | 2010 TE16                | 3 ottobre 2010    | Spacewatch              |
| 589770 -      | 2010 TE19                | 21 novembre 2008  | Mount Lemmon Survey     |
| 589771 -      | 2010 TY21                | 1 ottobre 2010    | Spacewatch              |
| 589772 -      | 2010 TK26                | 15 aprile 2008    | Spacewatch              |
| 589773 -      | 2010 TG27                | 1 ottobre 2005    | Mount Lemmon Survey     |
| 589774 -      | 2010 TA30                | 2 ottobre 2010    | Spacewatch              |
| 589775 -      | 2010 TQ39                | 2 ottobre 2010    | Spacewatch              |
| 589776 -      | 2010 TU47                | 11 luglio 2004    | NEAT                    |
| 589777 -      | 2010 TF48                | 29 novembre 2003  | Spacewatch              |
| 589778 -      | 2010 TH48                | 27 ottobre 2005   | Spacewatch              |
| 589779 -      | 2010 TP58                | 15 settembre 2010 | Spacewatch              |
| 589780 Ajka   | 2010 TT58                | 7 ottobre 2010    | K. Sárneczky, Z. Kuli   |
| 589781 -      | 2010 TX64                | 7 ottobre 2010    | Mount Lemmon Survey     |
| 589782 -      | 2010 TS67                | 18 settembre 2010 | Mount Lemmon Survey     |
| 589783 -      | 2010 TY70                | 8 ottobre 1999    | Spacewatch              |
| 589784 -      | 2010 TY75                | 8 ottobre 2010    | Spacewatch              |
| 589785 -      | 2010 TA78                | 8 ottobre 2010    | Spacewatch              |
| 589786 -      | 2010 TY81                | 9 ottobre 2010    | Bickel, W.              |
| 589787 -      | 2010 TG84                | 9 ottobre 2010    | Spacewatch              |
| 589788 -      | 2010 TL89                | 16 settembre 2010 | Spacewatch              |
| 589789 -      | 2010 TV92                | 29 aprile 2008    | Mount Lemmon Survey     |
| 589790 -      | 2010 TB97                | 19 settembre 2010 | Spacewatch              |
| 589791 -      | 2010 TW98                | 9 ottobre 2010    | Stevens, B. L.          |
| 589792 -      | 2010 TH105               | 28 settembre 1997 | Spacewatch              |
| 589793 -      | 2010 TM108               | 28 febbraio 2009  | Spacewatch              |
| 589794 -      | 2010 TU113               | 9 ottobre 2010    | Spacewatch              |
| 589795 -      | 2010 TK114               | 16 settembre 2010 | Spacewatch              |
| 589796 -      | 2010 TN117               | 9 ottobre 2010    | Mount Lemmon Survey     |
| 589797 -      | 2010 TY119               | 18 aprile 2009    | Mount Lemmon Survey     |
| 589798 -      | 2010 TW121               | 10 ottobre 2010   | Spacewatch              |
| 589799 -      | 2010 TH126               | 10 ottobre 2010   | Spacewatch              |
| 589800 -      | 2010 TK130               | 25 agosto 2004    | Spacewatch              |

## 589801-589900
| Nome                | Designazione provvisoria | Data di scoperta  | Scopritore                      |
| ------------------- | ------------------------ | ----------------- | ------------------------------- |
| 589801 -            | 2010 TW133               | 21 febbraio 2007  | Spacewatch                      |
| 589802 -            | 2010 TV141               | 11 ottobre 2010   | Mount Lemmon Survey             |
| 589803 -            | 2010 TF143               | 16 settembre 2010 | Mount Lemmon Survey             |
| 589804 -            | 2010 TO144               | 11 ottobre 2010   | Mount Lemmon Survey             |
| 589805 -            | 2010 TD153               | 20 maggio 2005    | Mount Lemmon Survey             |
| 589806 -            | 2010 TC155               | 22 ottobre 2003   | Spacewatch                      |
| 589807 -            | 2010 TN163               | 3 settembre 2010  | Mount Lemmon Survey             |
| 589808 -            | 2010 TH166               | 13 ottobre 2010   | Schwab, E.                      |
| 589809 -            | 2010 TS166               | 18 settembre 2010 | Mount Lemmon Survey             |
| 589810 -            | 2010 TP169               | 8 aprile 2002     | Buie, M. W., Jordan, A. B.      |
| 589811 -            | 2010 TS172               | 17 settembre 2010 | Mount Lemmon Survey             |
| 589812 -            | 2010 TM176               | 16 settembre 2010 | Spacewatch                      |
| 589813 -            | 2010 TV177               | 22 luglio 2010    | Siding Spring Survey            |
| 589814 -            | 2010 TL184               | 29 gennaio 2012   | Pan-STARRS 1                    |
| 589815 -            | 2010 TG186               | 28 ottobre 2005   | Spacewatch                      |
| 589816 -            | 2010 TY195               | 2 ottobre 2016    | Mount Lemmon Survey             |
| 589817 -            | 2010 TL196               | 18 febbraio 2013  | Spacewatch                      |
| 589818 -            | 2010 TO197               | 13 giugno 2010    | Mount Lemmon Survey             |
| 589819 -            | 2010 TP197               | 9 ottobre 2010    | Mount Lemmon Survey             |
| 589820 -            | 2010 TF199               | 9 ottobre 2010    | Mount Lemmon Survey             |
| 589821 -            | 2010 TH203               | 25 luglio 2015    | Pan-STARRS 1                    |
| 589822 -            | 2010 TZ204               | 12 aprile 2013    | Pan-STARRS 1                    |
| 589823 -            | 2010 TB207               | 22 ottobre 2005   | Spacewatch                      |
| 589824 -            | 2010 TU207               | 16 gennaio 2018   | Pan-STARRS 1                    |
| 589825 -            | 2010 TX207               | 13 ottobre 2010   | Mount Lemmon Survey             |
| 589826 -            | 2010 TT209               | 18 novembre 2016  | Mount Lemmon Survey             |
| 589827 -            | 2010 TY209               | 14 ottobre 2010   | Mount Lemmon Survey             |
| 589828 -            | 2010 TP212               | 14 ottobre 2010   | Mount Lemmon Survey             |
| 589829 -            | 2010 TS212               | 12 ottobre 2010   | Mount Lemmon Survey             |
| 589830 -            | 2010 TU212               | 1 ottobre 2010    | Spacewatch                      |
| 589831 -            | 2010 TY212               | 2 ottobre 2010    | Mount Lemmon Survey             |
| 589832 -            | 2010 TZ213               | 20 luglio 2004    | Siding Spring Survey            |
| 589833 -            | 2010 TG214               | 1 ottobre 2010    | Spacewatch                      |
| 589834 -            | 2010 TY215               | 12 ottobre 2010   | Mount Lemmon Survey             |
| 589835 -            | 2010 UP4                 | 17 ottobre 2010   | Mount Lemmon Survey             |
| 589836 -            | 2010 UB11                | 16 agosto 2006    | Siding Spring Survey            |
| 589837 -            | 2010 UE15                | 18 novembre 2003  | Spacewatch                      |
| 589838 -            | 2010 UL15                | 28 febbraio 2008  | Spacewatch                      |
| 589839 -            | 2010 UH24                | 17 settembre 2010 | Mount Lemmon Survey             |
| 589840 -            | 2010 UG26                | 15 novembre 1995  | Spacewatch                      |
| 589841 Strobl       | 2010 UP29                | 28 ottobre 2010   | S. Kürti, K. Sárneczky          |
| 589842 -            | 2010 UN37                | 29 ottobre 2010   | CSS                             |
| 589843 -            | 2010 UM40                | 17 settembre 2010 | Mount Lemmon Survey             |
| 589844 -            | 2010 UU40                | 11 maggio 2007    | Mount Lemmon Survey             |
| 589845 -            | 2010 UD62                | 17 ottobre 2010   | Mount Lemmon Survey             |
| 589846 -            | 2010 UL62                | 19 aprile 2007    | Mount Lemmon Survey             |
| 589847 -            | 2010 UP64                | 31 ottobre 2010   | Kuli, Z., Sarneczky, K.         |
| 589848 -            | 2010 UV80                | 21 febbraio 2007  | Spacewatch                      |
| 589849 -            | 2010 UF90                | 28 febbraio 2008  | Mount Lemmon Survey             |
| 589850 -            | 2010 UD93                | 13 ottobre 2010   | Mount Lemmon Survey             |
| 589851 -            | 2010 UK99                | 3 settembre 2010  | Mount Lemmon Survey             |
| 589852 -            | 2010 UC101               | 12 ottobre 2010   | Mount Lemmon Survey             |
| 589853 -            | 2010 UH110               | 27 agosto 2006    | Spacewatch                      |
| 589854 -            | 2010 UZ110               | 12 ottobre 2016   | Pan-STARRS 1                    |
| 589855 -            | 2010 UE111               | 24 novembre 2011  | Pan-STARRS 1                    |
| 589856 -            | 2010 UQ111               | 28 dicembre 2011  | Mount Lemmon Survey             |
| 589857 -            | 2010 UT111               | 17 ottobre 2010   | Mount Lemmon Survey             |
| 589858 -            | 2010 UW111               | 29 dicembre 2011  | Mount Lemmon Survey             |
| 589859 -            | 2010 UU113               | 17 ottobre 2010   | Mount Lemmon Survey             |
| 589860 -            | 2010 UO117               | 18 settembre 2010 | Mount Lemmon Survey             |
| 589861 -            | 2010 UF119               | 28 ottobre 2010   | Mount Lemmon Survey             |
| 589862 -            | 2010 UM122               | 28 ottobre 2010   | Mount Lemmon Survey             |
| 589863 -            | 2010 UQ122               | 31 ottobre 2010   | Mount Lemmon Survey             |
| 589864 -            | 2010 UE123               | 30 ottobre 2010   | Spacewatch                      |
| 589865 -            | 2010 UV127               | 30 ottobre 2010   | Mount Lemmon Survey             |
| 589866 -            | 2010 VO5                 | 1 novembre 2010   | Mount Lemmon Survey             |
| 589867 -            | 2010 VX18                | 11 ottobre 2010   | CSS                             |
| 589868 -            | 2010 VL19                | 2 novembre 2010   | Spacewatch                      |
| 589869 -            | 2010 VP23                | 19 novembre 2003  | Spacewatch                      |
| 589870 -            | 2010 VK24                | 1 novembre 2010   | Spacewatch                      |
| 589871 -            | 2010 VQ27                | 20 agosto 2006    | NEAT                            |
| 589872 -            | 2010 VZ36                | 12 agosto 2006    | NEAT                            |
| 589873 -            | 2010 VP41                | 14 agosto 2015    | Pan-STARRS 1                    |
| 589874 -            | 2010 VK44                | 18 settembre 2010 | Mount Lemmon Survey             |
| 589875 -            | 2010 VM44                | 11 ottobre 2010   | Mount Lemmon Survey             |
| 589876 -            | 2010 VL51                | 3 novembre 2010   | Spacewatch                      |
| 589877 -            | 2010 VR52                | 14 ottobre 2009   | Mount Lemmon Survey             |
| 589878 -            | 2010 VF59                | 15 settembre 2004 | Spacewatch                      |
| 589879 -            | 2010 VY69                | 5 novembre 2010   | Spacewatch                      |
| 589880 -            | 2010 VL82                | 3 novembre 2010   | Mount Lemmon Survey             |
| 589881 -            | 2010 VQ93                | 15 settembre 2009 | Spacewatch                      |
| 589882 -            | 2010 VE107               | 6 novembre 2010   | Spacewatch                      |
| 589883 -            | 2010 VL107               | 13 ottobre 2010   | Mount Lemmon Survey             |
| 589884 -            | 2010 VB111               | 6 novembre 2010   | LINEAR                          |
| 589885 -            | 2010 VW114               | 23 settembre 1995 | Spacewatch                      |
| 589886 -            | 2010 VO115               | 7 novembre 2010   | Mount Lemmon Survey             |
| 589887 Fellnerjakab | 2010 VH117               | 31 ottobre 2010   | K. Sárneczky, Z. Kuli           |
| 589888 -            | 2010 VF121               | 8 novembre 2010   | Spacewatch                      |
| 589889 -            | 2010 VD123               | 16 ottobre 2006   | Spacewatch                      |
| 589890 -            | 2010 VN126               | 24 maggio 2001    | Elliot, J. L., Wasserman, L. H. |
| 589891 -            | 2010 VG128               | 1 novembre 2010   | Mount Lemmon Survey             |
| 589892 -            | 2010 VQ129               | 30 settembre 2006 | Mount Lemmon Survey             |
| 589893 -            | 2010 VG130               | 5 giugno 2005     | Healy, D.                       |
| 589894 -            | 2010 VO145               | 8 giugno 2005     | Spacewatch                      |
| 589895 -            | 2010 VX156               | 9 ottobre 2010    | Mount Lemmon Survey             |
| 589896 -            | 2010 VM164               | 10 novembre 2010  | Mount Lemmon Survey             |
| 589897 -            | 2010 VY164               | 14 settembre 2004 | NEAT                            |
| 589898 -            | 2010 VN165               | 6 novembre 2010   | Spacewatch                      |
| 589899 -            | 2010 VE168               | 28 ottobre 2010   | Mount Lemmon Survey             |
| 589900 -            | 2010 VT171               | 23 gennaio 2006   | Mount Lemmon Survey             |

## 589901-590000
| Nome         | Designazione provvisoria | Data di scoperta  | Scopritore                 |
| ------------ | ------------------------ | ----------------- | -------------------------- |
| 589901 -     | 2010 VU183               | 12 novembre 2010  | Spacewatch                 |
| 589902 -     | 2010 VQ192               | 11 novembre 2010  | Spacewatch                 |
| 589903 -     | 2010 VE201               | 4 novembre 2010   | Elenin, L.                 |
| 589904 -     | 2010 VF204               | 13 novembre 2010  | Mount Lemmon Survey        |
| 589905 -     | 2010 VW204               | 8 novembre 2010   | Mount Lemmon Survey        |
| 589906 -     | 2010 VK205               | 18 settembre 2010 | Mount Lemmon Survey        |
| 589907 -     | 2010 VP212               | 30 ottobre 2010   | CSS                        |
| 589908 -     | 2010 VO219               | 31 ottobre 2010   | Spacewatch                 |
| 589909 -     | 2010 VB225               | 16 ottobre 2009   | Mount Lemmon Survey        |
| 589910 -     | 2010 VJ228               | 18 marzo 2009     | Mount Lemmon Survey        |
| 589911 -     | 2010 VY229               | 26 novembre 2011  | Mount Lemmon Survey        |
| 589912 -     | 2010 VA230               | 11 luglio 2009    | Spacewatch                 |
| 589913 -     | 2010 VQ230               | 2 novembre 2010   | Mount Lemmon Survey        |
| 589914 -     | 2010 VQ231               | 28 luglio 2014    | Pan-STARRS 1               |
| 589915 -     | 2010 VU232               | 17 novembre 2014  | Mount Lemmon Survey        |
| 589916 -     | 2010 VG235               | 21 agosto 2015    | Pan-STARRS 1               |
| 589917 -     | 2010 VO235               | 1 novembre 2010   | Mount Lemmon Survey        |
| 589918 -     | 2010 VN239               | 6 novembre 2010   | CSS                        |
| 589919 -     | 2010 VV240               | 23 dicembre 2017  | Pan-STARRS 1               |
| 589920 -     | 2010 VL242               | 13 novembre 2010  | Mount Lemmon Survey        |
| 589921 -     | 2010 VN246               | 15 agosto 2013    | Pan-STARRS 1               |
| 589922 -     | 2010 VP246               | 23 luglio 2015    | Pan-STARRS 1               |
| 589923 -     | 2010 VG253               | 4 novembre 2010   | Mount Lemmon Survey        |
| 589924 -     | 2010 VU253               | 22 ottobre 2009   | Mount Lemmon Survey        |
| 589925 -     | 2010 VA254               | 13 novembre 2010  | Spacewatch                 |
| 589926 -     | 2010 VE254               | 13 novembre 2010  | Mount Lemmon Survey        |
| 589927 -     | 2010 VM254               | 1 novembre 2010   | Mount Lemmon Survey        |
| 589928 -     | 2010 VN254               | 10 novembre 2010  | Mount Lemmon Survey        |
| 589929 -     | 2010 VQ254               | 8 novembre 2010   | Spacewatch                 |
| 589930 -     | 2010 VR254               | 5 novembre 2010   | Mount Lemmon Survey        |
| 589931 -     | 2010 VB255               | 12 novembre 2010  | Mount Lemmon Survey        |
| 589932 -     | 2010 VC255               | 3 novembre 2010   | Mount Lemmon Survey        |
| 589933 -     | 2010 VO256               | 4 novembre 2010   | Mount Lemmon Survey        |
| 589934 -     | 2010 VY257               | 12 novembre 2010  | Mount Lemmon Survey        |
| 589935 -     | 2010 VJ259               | 13 novembre 2010  | Mount Lemmon Survey        |
| 589936 -     | 2010 VR259               | 14 novembre 2010  | Mount Lemmon Survey        |
| 589937 -     | 2010 VX261               | 14 novembre 2010  | Mount Lemmon Survey        |
| 589938 -     | 2010 VV262               | 8 novembre 2010   | Mount Lemmon Survey        |
| 589939 -     | 2010 VA263               | 13 novembre 2010  | Mount Lemmon Survey        |
| 589940 -     | 2010 VJ263               | 1 novembre 2010   | Mount Lemmon Survey        |
| 589941 -     | 2010 VA264               | 3 novembre 2010   | Mount Lemmon Survey        |
| 589942 -     | 2010 VU266               | 14 novembre 2010  | Mount Lemmon Survey        |
| 589943 -     | 2010 VH267               | 13 novembre 2010  | Mount Lemmon Survey        |
| 589944 Suhua | 2010 WW3                 | 26 novembre 2010  | Ruan, J., Gao, X.          |
| 589945 -     | 2010 WU4                 | 11 novembre 2010  | Mount Lemmon Survey        |
| 589946 -     | 2010 WO5                 | 29 ottobre 2010   | Spacewatch                 |
| 589947 -     | 2010 WK7                 | 11 novembre 2010  | Spacewatch                 |
| 589948 -     | 2010 WK10                | 1 aprile 2003     | SDSS Collaboration         |
| 589949 -     | 2010 WV12                | 26 novembre 2010  | Mount Lemmon Survey        |
| 589950 -     | 2010 WU33                | 11 novembre 2010  | Mount Lemmon Survey        |
| 589951 -     | 2010 WM43                | 27 novembre 2010  | Mount Lemmon Survey        |
| 589952 -     | 2010 WE61                | 27 novembre 2010  | Mount Lemmon Survey        |
| 589953 -     | 2010 WJ64                | 14 novembre 2010  | Hug, G.                    |
| 589954 -     | 2010 WU74                | 27 novembre 2010  | Palomar Transient Factory  |
| 589955 -     | 2010 WQ75                | 3 febbraio 2012   | Mount Lemmon Survey        |
| 589956 -     | 2010 WR76                | 4 aprile 2013     | Pan-STARRS 1               |
| 589957 -     | 2010 WS77                | 28 maggio 2014    | Mount Lemmon Survey        |
| 589958 -     | 2010 WP79                | 25 novembre 2010  | Mount Lemmon Survey        |
| 589959 -     | 2010 XY1                 | 31 ottobre 2006   | Mount Lemmon Survey        |
| 589960 -     | 2010 XJ9                 | 4 novembre 2010   | Mount Lemmon Survey        |
| 589961 -     | 2010 XE24                | 12 novembre 2010  | Spacewatch                 |
| 589962 -     | 2010 XP34                | 2 dicembre 2010   | Mount Lemmon Survey        |
| 589963 -     | 2010 XH38                | 2 ottobre 2005    | Mount Lemmon Survey        |
| 589964 -     | 2010 XX40                | 4 dicembre 2010   | Kuli, Z., Sarneczky, K.    |
| 589965 -     | 2010 XY43                | 6 dicembre 2010   | Kryachko, T., Satovski, B. |
| 589966 -     | 2010 XZ47                | 18 marzo 2007     | Kurosaki, H., Nakajima, A. |
| 589967 -     | 2010 XW50                | 13 novembre 2010  | Mount Lemmon Survey        |
| 589968 -     | 2010 XQ53                | 1 novembre 2010   | Spacewatch                 |
| 589969 -     | 2010 XZ69                | 20 agosto 2006    | NEAT                       |
| 589970 -     | 2010 XO77                | 3 dicembre 2010   | Mount Lemmon Survey        |
| 589971 -     | 2010 XB91                | 2 novembre 2010   | Mount Lemmon Survey        |
| 589972 -     | 2010 XK96                | 26 gennaio 2012   | Mount Lemmon Survey        |
| 589973 -     | 2010 XP104               | 25 luglio 2015    | Pan-STARRS 1               |
| 589974 -     | 2010 XO109               | 14 dicembre 2010  | Mount Lemmon Survey        |
| 589975 -     | 2010 XW110               | 9 dicembre 2010   | Spacewatch                 |
| 589976 -     | 2010 XC111               | 2 dicembre 2010   | Mount Lemmon Survey        |
| 589977 -     | 2010 XB113               | 5 dicembre 2010   | Mount Lemmon Survey        |
| 589978 -     | 2010 YG6                 | 25 dicembre 2010  | Mount Lemmon Survey        |
| 589979 -     | 2010 YM6                 | 15 agosto 2013    | Pan-STARRS 1               |
| 589980 -     | 2011 AR11                | 24 novembre 2002  | NEAT                       |
| 589981 -     | 2011 AQ12                | 2 gennaio 2011    | Mount Lemmon Survey        |
| 589982 -     | 2011 AG15                | 28 luglio 2005    | NEAT                       |
| 589983 -     | 2011 AS16                | 2 dicembre 2010   | Elenin, L.                 |
| 589984 -     | 2011 AU16                | 1 novembre 2010   | Spacewatch                 |
| 589985 -     | 2011 AM17                | 17 ottobre 2010   | Mount Lemmon Survey        |
| 589986 -     | 2011 AD18                | 13 ottobre 2004   | Spacewatch                 |
| 589987 -     | 2011 AX28                | 7 novembre 2002   | Spacewatch                 |
| 589988 -     | 2011 AJ58                | 12 gennaio 2011   | ESA OGS                    |
| 589989 -     | 2011 AY70                | 13 dicembre 2006  | Spacewatch                 |
| 589990 -     | 2011 AP81                | 13 gennaio 2011   | Spacewatch                 |
| 589991 -     | 2011 AH89                | 10 gennaio 2011   | Spacewatch                 |
| 589992 -     | 2011 AV91                | 12 agosto 2013    | Pan-STARRS 1               |
| 589993 -     | 2011 AR92                | 12 ottobre 2013   | Mount Lemmon Survey        |
| 589994 -     | 2011 AU92                | 14 gennaio 2011   | Mount Lemmon Survey        |
| 589995 -     | 2011 AV98                | 12 gennaio 2011   | Mount Lemmon Survey        |
| 589996 -     | 2011 BA16                | 24 gennaio 2011   | Levin, K.                  |
| 589997 -     | 2011 BS16                | 24 gennaio 2011   | Spacewatch                 |
| 589998 -     | 2011 BU17                | 25 gennaio 2011   | Spacewatch                 |
| 589999 -     | 2011 BA29                | 23 agosto 2004    | Spacewatch                 |
| 590000 -     | 2011 BU31                | 21 agosto 2004    | Siding Spring Survey       |